# Пижмар
Пижма́р (тат. Пыжмара) — село в Балтасинском районе Республики Татарстан, административный центр Пижмарского сельского поселения.

## География
Село находится на реке Кугуборка, в 32 км к северу от районного центра, посёлка городского типа Балтаси.

## История
Село основано во второй половине XVII века переселенцами из деревни Шубан.
В XVIII – первой половине XIX века жители относились к категории государственных крестьян. Основные занятия жителей в этот период – земледелие и скотоводство.
В «Списке населенных мест по сведениям 1859—1873 годов», изданном в 1876 году, населённый пункт упомянут как казённая деревня Пижмарь 3-го стана Малмыжского уезда Вятской губернии. Располагалась при речке Кугуборке, в 25 верстах от уездного города Малмыжа и в 9 верстах от становой квартиры в казённом селе Цыпья. В деревне, в 102 дворах жили 697 человек (343 мужчины и 354 женщины), была мечеть.
В начале XX века в селе функционировали 2 мечети (1850 год и 1905 год). В этот период земельный надел сельской общины составлял 1172,7 десятины.
В 1919 году в селе открыта начальная школа. В 1923 году — открыта изба-читальня, в 1933 году – клуб. В 1930 году — организован колхоз.
| Период         | Административно-территориальная единица              |
| -------------- | ---------------------------------------------------- |
| До 1920 года   | Шудинская волость, Малмыжский уезд, Вятская губерния |
| 1920-1930 годы | Арский кантон ТАССР                                  |
| 1930-1938 годы | Тюнтерский (Балтасинский) район ТАССР                |
| 1938-1958 годы | Ципьинский район ТАССР                               |
| 1958-1963 годы | Балтасинский район ТАССР                             |
| 1963-1965 годы | Арский район ТАССР                                   |
| С 1965 года    | Балтасинский район ТАССР, ТССР, РТ                   |

## Население
| 1859 | 1884 | 1905 | 1920 | 1926 | 1938 | 1949 | 1958 | 1970 | 1979 | 1989 | 2002 | 2010 | 2015 |
| ---- | ---- | ---- | ---- | ---- | ---- | ---- | ---- | ---- | ---- | ---- | ---- | ---- | ---- |
| 697  | 960  | 1096 | 1179 | 1068 | 845  | 561  | 440  | 479  | 420  | 397  | 415  | 402  | 403  |

Национальный состав cела: татары.

## Известные уроженцы
С. М. Мулюков (1920–1941) – поэт.
Муртазин Исхак Муртазинович (1895—1979) — звеньевой колхоза «Кураш» Хлебниковского района Марийской АССР. Первый в Марий Эл Герой Социалистического Труда (1948). Участник Гражданской войны в России и Великой Отечественной войны. Член ВКП(б) с 1947 года.

## Экономика
Жители работают преимущественно в СХПК «Кама», в основном занимаются полеводством, овощеводством, молочным скотоводством, овцеводством.

## Социальные объекты
В селе действуют неполная средняя школа, дом культуры (с 1972 года), детский сад (с 1972 года), фельдшерско-акушерский пункт, библиотека.

## Религиозные объекты
Мечеть (с 2002года).